# Catalabus kazantsevi
Catalabus kazantsevi es una especie de coleóptero de la familia Attelabidae.

## Distribución geográfica
Habita en China.